# Fidžijská hymna
Hymna Fidži je píseň Meda Dau Doka. Melodie byla upravena roku 1911 z písně Charlese Austina Milese Dwelling in Beulah Land. Text a hudbu napsal Michael Francis Alexander Prescott a hymna byla přijata po vyhlášení nezávislosti v roce 1970. Ve většině překladů se však slova od originálu výrazně liší.

## Text v originále
Meda dau Doka ka vinakata na Vanua

E ra sa dau tiko kina na savasava E ra sa dau tiko kina na savasava

Rawa tu na gauna ni sautu na veilomani Rawa gauna tu na ni sautu na veilomani

Biu na i tovo tawa savasava Biu i na tovo tawa savasava

Sbor:
Me bula ga ko Viti ME BULA ga ko Viti

Ka me toro ga ki liu Ka mi toro ki ga Liu

Me ra turaga vinaka ko ira na i liuliu Já ra turaga vinaka ko IRA i na liuliu

Me ra liutaki na tamata Já ra liutaki na tamata

E na veika vinaka E na veika vinaka

Me oti kina na i tovo ca Oti mě kina i na tovo cz

Me da dau doka ka vinakata na vanua Da mi dau Doka ka vinakata na Vanua

E ra sa dau tiko kina na savasava E ra sa dau tiko kina na savasava

Rawa tu na gauna ni sautu na veilomani Rawa gauna tu na ni sautu na veilomani

Me sa biu na i tovo tawa yaga Mne sa na biu i tovo tawa yaga

Bale ga vei kemuni na cauravou e Viti Bale ga vei kemuni na cauravou e Viti

Ni yavala me savasava na vanua Ni yavala mi savasava na Vanua

Ni kakua ni vosota na dukadukali Ni kakua ni vosota na dukadukali

Ka me da sa qai biuta vakadua Ka mi da sa qai biuta vakadua

## Český překlad
Dovolte nám ukázat hrdost a čest našeho národa

Žijí tu spravedliví lidé

Naše prosperita a společenství vzkvétají

Opustíme skutky, které jsou nemorální

Sbor:
Ať žije Fidži

A jeho pokrok

Květiny našich vůdcu dělají z nich šťastné muže

Vedou si dobře naši lidé

Chcete li dokázat velkých věcí

Ukončete věci nemorální

Dovolte nám ukázat hrdost a čest našeho národa

Žijí tu spravedliví lidé

Naše prosperita a společenství vzkvétají

Opustíme skutky, které jsou nemorální

Břemeno změny ležích na ramenech mladých lidí

Jedině naše síla očistí náš národ

Buďte opatrní a ne závistiví

Musíme se vzdát pro národ jakýhkoliv poct

## Navrhované změny
V srpnu 2008 byla navržena vládě úprava Ústavy, ve které se doporučovala změny hymny. A to ta, aby se národní hymna hrála ve třech úředních jazycích na Fidži: fidžijštině, hindštině a angličtině.